# Roland Huguet
Pour les articles homonymes, voir Huguet.
Roland Huguet, né le 17 octobre 1933 à Isbergues (Pas-de-Calais), est un homme politique français.

## Carrière politique

### Au niveau communal
Roland Huguet commence sa carrière politique dans sa ville natale, Isbergues, en devenant conseiller municipal de la ville en 1959. Il en devient le maire en 1965. Il est réélu jusqu'en 1998. Jacques Napieraj lui succède à la tête de la ville.

### À l'Assemblée nationale puis au Sénat
En 1973, il est élu pour la première fois député de la huitième circonscription du Pas-de-Calais. Il est réélu en 1978, devenant alors vice-président de l'Assemblée nationaleainsi qu'en 1981, 1986 et 1988. Il quitte son mandat de député en 1992, devenant sénateur du Pas-de-Calais. Il est sénateur jusque 2001, ne se représentant pas à la fin de son mandat.

### Au Conseil général
Parallèlement à son mandat municipal, il est élu conseiller général du Pas-de-Calais pour la première fois en 1970. Élu dans le canton de Norrent-Fontes, il accède à la présidence du conseil en 1981. Il reste 23 ans à la tête du département, cédant ensuite la place à Dominique Dupilet. Demeurant encore quatre ans au conseil général, il est nommé Président d'honneur du conseil général en 2008, au terme de son dernier mandat,.

## Distinction
- Officier de la Légion d'honneur[9]